# Harpactea oranensis
Harpactea oranensis là một loài nhện trong họ Dysderidae.
Loài này thuộc chi Harpactea. Harpactea oranensis được miêu tả năm 1991 bởi Robert Bosmans & Beladjal.